# Triệu Thanh Dung
Triệu Thanh Dung (sinh ngày 15 tháng 3 năm 1988) là một nữ chính trị gia người Việt Nam, dân tộc Nùng. Bà hiện là đại biểu quốc hội Việt Nam khóa XIV nhiệm kì 2016-2021, thuộc đoàn đại biểu quốc hội tỉnh Cao Bằng, Ủy viên Ủy ban Văn hóa giáo dục, thanh niên, thiếu niên và nhi đồng của Quốc hội. Bà lần đầu trúng cử đại biểu Quốc hội năm 2016 ở đơn vị bầu cử số 2, tỉnh Cao Bằng gồm thành phố Cao Bằng và các huyện: Thông Nông, Quảng Uyên, Phục Hòa, Trùng Khánh, Hạ Lang, Thạch An.

## Xuất thân
Triệu Thành Dũng sinh ngày 15 tháng 3 năm 1988 quê quán ở xã Tự Do, huyện Quảng Uyên, tỉnh Cao Bằng. 
Bà hiện cư trú ở tổ 12, phường Sông Bằng, thành phố Cao Bằng, tỉnh Cao Bằng.

## Giáo dục
- Giáo dục phổ thông: 12/12
- Cử nhân Kinh tế chính trị
- Cao cấp lí luận chính trị

## Sự nghiệp
Bà gia nhập Đảng Cộng sản Việt Nam vào ngày 22/5/2010.
Khi lần đầu ứng cử đại biểu Quốc hội Việt Nam khóa XIV vào tháng 5 năm 2016 bà đang là Quyền Trưởng ban Tuyên giáo tỉnh Đoàn Cao Bằng, làm việc ở Tỉnh đoàn Cao Bằng.
Bà đã trúng cử đại biểu Quốc hội năm 2016 ở đơn vị bầu cử số 2, tỉnh Cao Bằng gồm thành phố Cao Bằng và các huyện: Thông Nông, Quảng Uyên, Phục Hòa, Trùng Khánh, Hạ Lang, Thạch An, được 109.669 phiếu, đạt tỷ lệ 57,99% số phiếu hợp lệ.
Bà hiện là Trưởng ban Tuyên giáo tỉnh Đoàn Cao Bằng, Ủy viên Ủy ban Văn hóa giáo dục, thanh niên, thiếu niên và nhi đồng của Quốc hội.
Bà đang làm việc ở Tỉnh Đoàn Cao Bằng.